# Malin Head SPA
Malin Head SPA este o arie protejată (arie de protecție specială avifaunistică — SPA) din Irlanda întinsă pe o suprafață de 281,07 ha, integral pe uscat.

## Localizare
Centrul sitului Malin Head SPA este situat la coordonatele 55°21′35″N 7°20′26″W / 55.359814°N 7.340496°V.

## Înființare
Situl Malin Head SPA a fost declarat arie de protecție specială avifaunistică în iulie 2011 pentru a proteja 1 specie de animale.

## Biodiversitate
Situată în ecoregiunea atlantică, aria protejată nu include niciun habitat protejat.
La baza desemnării sitului se află o specie protejată de  păsări: cristeiul de câmp (Crex crex).